# Шендрик Тетяна Георгіївна
Шендрик Тетяна Георгіївна (1951) — український вчений-хімік, доктор хімічних наук, професор.

## Біографія
Закінчила із відзнакою у 1973 р. Донецький державний університет, хімічний факультет, спеціальність «Фізична хімія».
Доктор хімічних наук з 2000 року, професор — 2004 рік.
Працює в Інституті фізико-органічної хімії і вуглехімії (ІнФОВ) ім. Л. М. Литвиненка Національної Академії Наук України, завідувачка відділом хімії вугілля, член спеціалізованої вченої ради при ІнФОВ НАН України, з 2007 року — член Експертної Ради з хімічних наук ВАК України.
Також професор кафедри «Корисних копалин та екологічної геології» гірничо-геологічного факультету ДонНТУ.
Докторська дисертація: «Структура, фізико-хімічні властивості та перспективи енергохімічного використання солоного вугілля». Виконано комплексне систематичне дослідження хімічної будови та структурної організації органічної маси (ОМ) солоного вугілля (СВ) — перспективної вітчизняної енергохімічної сировини.
Область наукових інтересів:
- хімія вугілля та вуглецевих матеріалів;
- проблеми одержання сорбентів при утилізації вуглецевих відходів;
- екологічні проблеми індустріальних регіонів.

## Основні публікації
Тетяна Георгіївна є автором близько 250 публікацій.

### Монографії
- Шендрик Т. Г., Саранчук В. И. Соленые угли. Донецьк. : Східний видавничий дім. — 2003. — 296 с.
- Е. Безак-Мазур, Т. Г. Шендрік. Транскордонні проблеми токсикології довкілля. Изд-во ГП "ИАЦ «Донбассинформ».- 2008.- 300 с.

### Методичні посібники з дисциплін
- Шендрик Т. Г., Свистунов В. М. Методичні вказівки до практичних занять з БЖД. Психофізіологічні властивості людини. Ч.1. Препринт Донецького інституту залізничного транспорту, Донецьк, 2002, 50 с.
- Шендрик Т. Г., Свистунов В. М.. Потапенко В. І. Методичні вказівки до практичних занять з БЖД. Вплив навколишнього середовища на людину. Ч.2. Препринт Донецкого інституту залізничного транспорту, Донецьк, 2002, 32 с.
- Маценко Г., Білецький В., Шендрік Т. Короткий словник з петрографії вугілля. Донецьк: Схід. видавн. дім. 2011. — 74 с.

### Окремі статті
- Компанец В. А., Шендрик Т. Г., Лавренкова Н. В. Ингибированное гидрохиноном окисление каменного угля // Докл. АН УССР.- 1978.- № 1.- с.56-68.
- Шендрик Т. Г. Физико-химические исследования и пути комплексного использования минеральной части ТГИ // Горючие сланцы. — 1984. — № 4. с.426-429.
- Саранчук В. А., Шендрік Т. Г. Науковий пошук напрямків комплексного використання мінеральної частини твердих копалин.// Вісник АН УРСР.- 1985.- № 5.- с.66-67.
- Осипов А. М., Шендрик Т. Г. Производство синтетического жидкого топлива из углей. // Экотехнологии и ресурсосбережение. — 1995, — № 1, с.3-11.
- Shendrik T.G., Simonova V.V., Afanasenko L.Ya. Chlorine behavior at salty coals thermal treatment. //Proc. 8th Int. Conf. «Coal Science», Oviedo, Spain, 1995, Sept., v.1, p. 823-827.
- Saranchuk W.I, Shendrik T.G, Simonova W.W., Komraus J.L., Popiel E.S. Iron Compounds in the Ukrainian Saline Coals and Their Transformation During Hydrogenation. //Erdol und Kohle.- 1994. — 47.- p. 385-388.
- Shendrik T.G. Salty coals as natural insertion compounds.// Proceed. Int. Conf. «Carbon-98».-1998.-July. — Strasbourg.- France. V. 1. — P. 58-59.
- Tamarkina Y.V., Shendrik T.G., Krzton A., Kucherenko V.A., Reactivity and structural modification of coals in HNO3 — Ac2O system // Fuel Processing Technology, 77-78 (2002), p. 9-15.
- Тамаркина Ю. В., Кучеренко В. А., Шендрик Т. Г. Развитие удельной поверхности природного угля при термолизе в присутствии КОН // ЖПХ, 2004.- т. 77, вып. 9, c. 1452—1455
- Тамаркина Ю. В., Шендрик Т. Г., Кучеренко В. А. Окислительная модификация ископаемых углей как первая стадия получения углеродных адсорбентов // ХТТ, 2004.- № 5, с. 38-50
- Tetiana Shendrik, Volodymyr Biletskyi, Natalia Desna. Physical and Chemical Aspects of Oil Agglomeration as a Method for Preparing Salty Coal for Thermal Processing // Petroleum and Coal. (2025); 67(2): pp. 484-495.

## Громадське життя
Переможець обласного конкурсу «Жінка Донеччини — 2006» у номінації «Жінка-науковець — 2006».